# Bannikal, Hagaribommanahalli
Bannikal là một làng thuộc tehsil Hagaribommanahalli, huyện Bellary, bang Karnataka, Ấn Độ.